# 600 v.Chr.

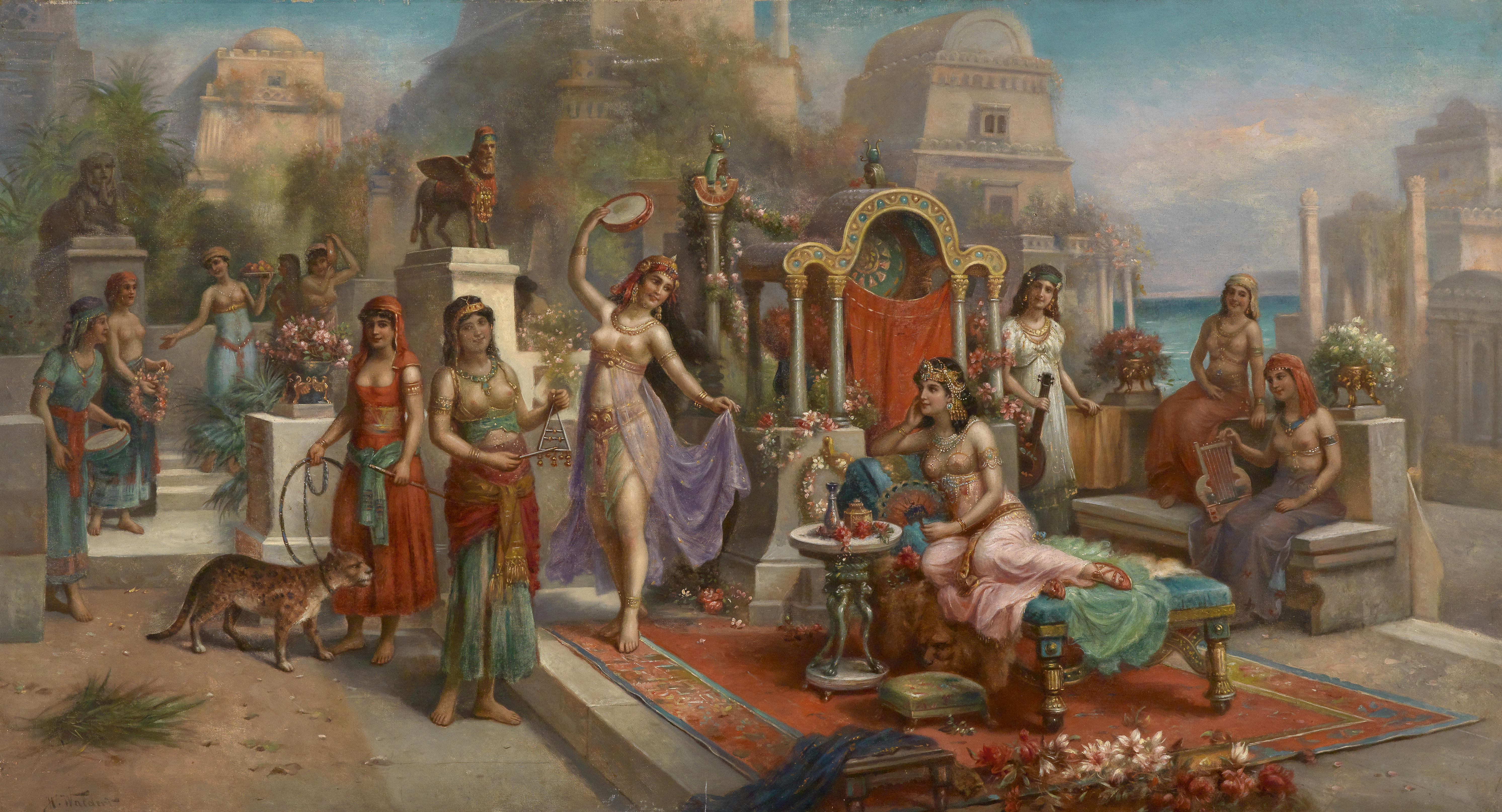
Hangende tuinen van Babylon (19e eeuw)

Het jaar 600 v.Chr. is een jaartal volgens de christelijke jaartelling.

## Gebeurtenissen

### Palestina
- Koning Jojakim van Juda komt in opstand tegen Babylon.

### Babylonië
- Koning Nebukadnezar II laat de Hangende tuinen van Babylon bouwen.
- De Zarathustra-religie wordt populair bij de Meden en de Perzen.

### Klein-Azië
- Koning Alyattes II van Lydië plundert en verwoest de stad Smyrna.

### Griekenland
- Thales van Milete, Griekse wetenschapper, beweert dat de aarde plat is.
- Solon leidt het Atheense leger bij de overwinning tegen Megara.
- De Phociërs stichten Marseille en Tartessus in Spanje.
- De tempel van Artemis wordt op Korfoe gebouwd.
- Critias wordt benoemd tot archont van Athene.

### Italië
- De Kelten stichten de steden Capua en Milaan.
- Pompeï wordt gesticht door de Osken aan de rivier de Sarno.
- Koning Tarquinius Priscus begint met de bouw van Circus Maximus.
- Rome groeit uit tot een bloeiende stad met 80.000 inwoners, het centrum wordt gevormd door het Forum.

### Mexico
- Monte Albán wordt door de Zapoteken gesticht in het jaar 2.514 van de Mayakalender.

## Geboren
- Cambyses I, koning der Achaemeniden